# Medagliati olimpici nello sci di fondo femminile
Elenco delle vincitrici di medaglia olimpica nello sci di fondo.

## Albo d'oro

### 10 km
| Edizione                                                          | Oro                                                               | Argento                                           | Bronzo                                            |
| ----------------------------------------------------------------- | ----------------------------------------------------------------- | ------------------------------------------------- | ------------------------------------------------- |
| Oslo 1952                                                         | Lydia Wideman                                                     | Mirja Hietamies                                   | Siiri Rantanen                                    |
| Cortina d'Ampezzo 1956                                            | Ljubov' Kozyreva                                                  | Rad'ja Erošina                                    | Sonja Edström                                     |
| Squaw Valley 1960                                                 | Marija Gusakova                                                   | Ljubov' Kozyreva                                  | Rad'ja Erošina                                    |
| Innsbruck 1964                                                    | Klavdija Bojarskich                                               | Evdokija Mekšilo                                  | Marija Gusakova                                   |
| Grenoble 1968                                                     | Toini Gustafsson                                                  | Berit Mørdre                                      | Inger Aufles                                      |
| Sapporo 1972                                                      | Galina Kulakova                                                   | Alevtina Oljunina                                 | Marjatta Kajosmaa                                 |
| Innsbruck 1976                                                    | Raisa Smetanina                                                   | Helena Takalo                                     | Galina Kulakova                                   |
| Lake Placid 1980                                                  | Barbara Petzold                                                   | Hilkka Riihivuori                                 | Helena Takalo                                     |
| Sarajevo 1984                                                     | Marja-Liisa Hämäläinen                                            | Raisa Smetanina                                   | Brit Pettersen                                    |
| Calgary 1988                                                      | Vida Vencienė                                                     | Raisa Smetanina                                   | Marjo Matikainen                                  |
| Evento non incluso nel programma olimpico dal 1992 al 1998        |                                                                   |                                                   |                                                   |
| Salt Lake City 2002                                               | Bente Skari                                                       | Julija Čepalova                                   | Stefania Belmondo                                 |
| Torino 2006                                                       | Kristina Šmigun                                                   | Marit Bjørgen                                     | Hilde Gjermundshaug Pedersen                      |
| Vancouver 2010                                                    | Charlotte Kalla                                                   | Kristina Šmigun-Vähi                              | Marit Bjørgen                                     |
| Soči 2014                                                         | Justyna Kowalczyk                                                 | Charlotte Kalla                                   | Therese Johaug                                    |
| Pyeongchang 2018                                                  | Ragnhild Haga                                                     | Charlotte Kalla                                   | Marit Bjørgen Krista Pärmäkoski                   |
| Pechino 2022                                                      | Therese Johaug                                                    | Kerttu Niskanen                                   | Krista Pärmäkoski                                 |
| Atleta meglio premiato: Charlotte Kalla e Raisa Smetanina (1/2/0) | Atleta meglio premiato: Charlotte Kalla e Raisa Smetanina (1/2/0) | Nazione meglio premiata: Unione Sovietica (6/6/3) | Nazione meglio premiata: Unione Sovietica (6/6/3) |

### 30 km[1]
| Edizione                                      | Oro                                           | Argento                                   | Bronzo                                    |
| --------------------------------------------- | --------------------------------------------- | ----------------------------------------- | ----------------------------------------- |
| Sarajevo 1984                                 | Marja-Liisa Hämäläinen                        | Raisa Smetanina                           | Anne Jahren                               |
| Calgary 1988                                  | Tamara Tichonova                              | Anfisa Rezcova                            | Raisa Smetanina                           |
| Albertville 1992                              | Stefania Belmondo                             | Ljubov' Egorova                           | Elena Välbe                               |
| Lillehammer 1994                              | Manuela Di Centa                              | Marit Wold                                | Marja-Liisa Kirvesniemi                   |
| Nagano 1998                                   | Julija Čepalova                               | Stefania Belmondo                         | Larisa Lazutina                           |
| Salt Lake City 2002                           | Gabriella Paruzzi                             | Stefania Belmondo                         | Bente Skari                               |
| Torino 2006                                   | Kateřina Neumannová                           | Julija Čepalova                           | Justyna Kowalczyk                         |
| Vancouver 2010                                | Justyna Kowalczyk                             | Marit Bjørgen                             | Aino-Kaisa Saarinen                       |
| Soči 2014                                     | Marit Bjørgen                                 | Therese Johaug                            | Kristin Størmer Steira                    |
| Pyeongchang 2018                              | Marit Bjørgen                                 | Krista Pärmäkoski                         | Stina Nilsson                             |
| Pechino 2022                                  | Therese Johaug                                | Jessica Diggins                           | Kerttu Niskanen                           |
| Atleta meglio premiato: Marit Bjørgen (2/1/0) | Atleta meglio premiato: Marit Bjørgen (2/1/0) | Nazione meglio premiata: Norvegia (3/3/3) | Nazione meglio premiata: Norvegia (3/3/3) |

### Sprint
| Edizione                                               | Oro                                                    | Argento                                   | Bronzo                                    |
| ------------------------------------------------------ | ------------------------------------------------------ | ----------------------------------------- | ----------------------------------------- |
| Salt Lake City 2002                                    | Julija Čepalova                                        | Evi Sachenbacher                          | Anita Moen                                |
| Torino 2006                                            | Chandra Crawford                                       | Claudia Künzel                            | Alëna Sid'ko                              |
| Vancouver 2010                                         | Marit Bjørgen                                          | Justyna Kowalczyk                         | Petra Majdič                              |
| Soči 2014                                              | Maiken Caspersen Falla                                 | Ingvild Flugstad Østberg                  | Vesna Fabjan                              |
| Pyeongchang 2018                                       | Stina Nilsson                                          | Maiken Caspersen Falla                    | Julija Belorukova                         |
| Pechino 2022                                           | Jonna Sundling                                         | Maja Dahlqvist                            | Jessica Diggins                           |
| Atleta meglio premiato: Maiken Caspersen Falla (1/1/0) | Atleta meglio premiato: Maiken Caspersen Falla (1/1/0) | Nazione meglio premiata: Norvegia (2/2/1) | Nazione meglio premiata: Norvegia (2/2/1) |

### Skiathlon
| Edizione                                        | Oro                                             | Argento                                   | Bronzo                                    |
| ----------------------------------------------- | ----------------------------------------------- | ----------------------------------------- | ----------------------------------------- |
| Albertville 1992                                | Ljubov' Egorova                                 | Stefania Belmondo                         | Elena Välbe                               |
| Lillehammer 1994                                | Ljubov' Egorova                                 | Manuela Di Centa                          | Stefania Belmondo                         |
| Nagano 1998                                     | Larisa Lazutina                                 | Ol'ga Danilova                            | Kateřina Neumannová                       |
| Salt Lake City 2002                             | Beckie Scott                                    | Kateřina Neumannová                       | Viola Bauer                               |
| Torino 2006                                     | Kristina Šmigun                                 | Kateřina Neumannová                       | Evgenija Medvedeva                        |
| Vancouver 2010                                  | Marit Bjørgen                                   | Anna Haag                                 | Justyna Kowalczyk                         |
| Soči 2014                                       | Marit Bjørgen                                   | Charlotte Kalla                           | Heidi Weng                                |
| Pyeongchang 2018                                | Charlotte Kalla                                 | Marit Bjørgen                             | Krista Pärmäkoski                         |
| Pechino 2022                                    | Therese Johaug                                  | Natal'ja Neprjaeva                        | Teresa Stadlober                          |
| Atleta meglio premiato: Marit Bjørgen e (2/1/0) | Atleta meglio premiato: Marit Bjørgen e (2/1/0) | Nazione meglio premiata: Norvegia (3/1/1) | Nazione meglio premiata: Norvegia (3/1/1) |

### Staffetta 4x5 km[3]
| Edizione                                  | Oro                     | Argento          | Bronzo                |
| ----------------------------------------- | ----------------------- | ---------------- | --------------------- |
| Cortina d'Ampezzo 1956                    | Finlandia               | Unione Sovietica | Svezia                |
| Squaw Valley 1960                         | Svezia                  | Unione Sovietica | Finlandia             |
| Innsbruck 1964                            | Unione Sovietica        | Svezia           | Finlandia             |
| Grenoble 1968                             | Norvegia                | Svezia           | Unione Sovietica      |
| Sapporo 1972                              | Unione Sovietica        | Finlandia        | Norvegia              |
| Innsbruck 1976                            | Unione Sovietica        | Finlandia        | Germania Est          |
| Lake Placid 1980                          | Germania Est            | Unione Sovietica | Norvegia              |
| Sarajevo 1984                             | Norvegia                | Cecoslovacchia   | Finlandia             |
| Calgary 1988                              | Unione Sovietica        | Norvegia         | Finlandia             |
| Albertville 1992                          | Squadra Unificata       | Norvegia         | Italia                |
| Lillehammer 1994                          | Russia                  | Norvegia         | Italia                |
| Nagano 1998                               | Russia                  | Norvegia         | Italia                |
| Salt Lake City 2002                       | Germania                | Norvegia         | Svizzera              |
| Torino 2006                               | Russia                  | Germania         | Italia                |
| Vancouver 2010                            | Norvegia                | Germania         | Finlandia             |
| Soči 2014                                 | Svezia                  | Finlandia        | Germania              |
| Pyeongchang 2018                          | Norvegia                | Svezia           | Atleti Olimpici Russi |
| Pechino 2022                              | Comitato Olimpico Russo | Germania         | Svezia                |
| Nazione meglio premiata: Norvegia (4/5/2) |                         |                  |                       |

### Sprint di squadra
| Edizione                | Oro                                               | Argento                                         | Bronzo                                                     |
| ----------------------- | ------------------------------------------------- | ----------------------------------------------- | ---------------------------------------------------------- |
| Torino 2006             | Svezia Lina Andersson - Anna Dahlberg             | Canada Sara Renner - Beckie Scott               | Finlandia Aino-Kaisa Saarinen - Virpi Kuitunen             |
| Vancouver 2010          | Germania Evi Sachenbacher-Stehle - Claudia Nystad | Svezia Charlotte Kalla - Anna Haag              | Russia Irina Chazova - Natal'ja Korostelëva                |
| Soči 2014               | Norvegia Ingvild Flugstad Østberg - Marit Bjørgen | Finlandia Aino-Kaisa Saarinen - Kerttu Niskanen | Svezia Ida Ingemarsdotter - Stina Nilsson                  |
| Pyeongchang 2018        | Stati Uniti Kikkan Randall - Jessica Diggins      | Svezia Charlotte Kalla - Stina Nilsson          | Norvegia Marit Bjørgen - Maiken Caspersen Falla            |
| Pechino 2022            | Germania Katharina Hennig - Victoria Carl         | Svezia Maja Dahlqvist - Jonna Sundling          | Comitato Olimpico Russo Julija Stupak - Natal'ja Neprjaeva |
| Atleta meglio premiato: | Atleta meglio premiato:                           | Nazione meglio premiata: Germania (2/0/0)       | Nazione meglio premiata: Germania (2/0/0)                  |

### Eventi non più inclusi nel programma

#### 5 km
| Edizione                                                      | Oro                                                           | Argento                                    | Bronzo                                     |
| ------------------------------------------------------------- | ------------------------------------------------------------- | ------------------------------------------ | ------------------------------------------ |
| Innsbruck 1964                                                | Klavdija Bojarskich                                           | Mirja Lehtonen                             | Alevtina Kolčina                           |
| Grenoble 1968                                                 | Toini Gustafsson                                              | Galina Kulakova                            | Alevtina Kolčina                           |
| Sapporo 1972                                                  | Galina Kulakova                                               | Marjatta Kajosmaa                          | Helena Šikolová                            |
| Innsbruck 1976                                                | Helena Takalo                                                 | Raisa Smetanina                            | Nina Fëdorova                              |
| Lake Placid 1980                                              | Raisa Smetanina                                               | Hilkka Riihivuori                          | Květa Jeriová                              |
| Sarajevo 1984                                                 | Marja-Liisa Hämäläinen                                        | Berit Aunli                                | Květa Jeriová                              |
| Calgary 1988                                                  | Marjo Matikainen                                              | Tamara Tichonova                           | Vida Vencienė                              |
| Albertville 1992                                              | Marjut Lukkarinen                                             | Ljubov' Egorova                            | Elena Välbe                                |
| Lillehammer 1994                                              | Ljubov' Egorova                                               | Manuela Di Centa                           | Marja-Liisa Kirvesniemi                    |
| Nagano 1998                                                   | Larisa Lazutina                                               | Kateřina Neumannová                        | Bente Martinsen                            |
| Atleta meglio premiato: Kulakova e Smetanina, Egorova (1/1/0) | Atleta meglio premiato: Kulakova e Smetanina, Egorova (1/1/0) | Nazione meglio premiata: Finlandia (4/3/1) | Nazione meglio premiata: Finlandia (4/3/1) |

#### 15 km
| Edizione                                        | Oro                                             | Argento                                 | Bronzo                                  |
| ----------------------------------------------- | ----------------------------------------------- | --------------------------------------- | --------------------------------------- |
| Albertville 1992                                | Ljubov' Egorova                                 | Marjut Lukkarinen                       | Elena Välbe                             |
| Lillehammer 1994                                | Manuela Di Centa                                | Ljubov' Egorova                         | Nina Gavryljuk                          |
| Nagano 1998                                     | Ol'ga Danilova                                  | Larisa Lazutina                         | Anita Moen                              |
| Salt Lake City 2002                             | Stefania Belmondo                               | Kateřina Neumannová                     | Julija Čepalova                         |
| Atleta meglio premiato: Ljubov' Egorova (1/1/0) | Atleta meglio premiato: Ljubov' Egorova (1/1/0) | Nazione meglio premiata: Italia (2/0/0) | Nazione meglio premiata: Italia (2/0/0) |